# Bonneville-et-Saint-Avit-de-Fumadières
Pour les articles homonymes, voir Bonneville.
Bonneville-et-Saint-Avit-de-Fumadières est une commune française située dans le département de la Dordogne, en région Nouvelle-Aquitaine.

## Géographie

### Généralités
Bordée au nord par la Lidoire, la commune de Bonneville-et-Saint-Avit-de-Fumadières est située en Bergeracois, dans le quart sud-ouest du département de la Dordogne. Elle s’étend sur les premiers coteaux dominant la vallée de la Dordogne.
Traversé par la route départementale (RD) 10, le bourg se situe, en distances orthodromiques, dix kilomètres à l'est-nord-est de Castillon-la-Bataille et onze kilomètres à l'ouest-nord-ouest de Sainte-Foy-la-Grande.
Le territoire communal est brièvement desservi au sud par la RD 10E3.

### Communes limitrophes
Bonneville-et-Saint-Avit-de-Fumadières est limitrophe de quatre autres communes.
|           | Montpeyroux                            |              |
|           | Bonneville-et-Saint-Avit-de-Fumadières | Saint-Vivien |
| Montcaret |                                        | Vélines      |

### Géologie et relief

#### Géologie
Situé sur la plaque nord du Bassin aquitain et bordé à son extrémité nord-est par une frange du Massif central, le département de la Dordogne présente une grande diversité géologique. Les terrains sont disposés en profondeur en strates régulières, témoins d'une sédimentation sur cette ancienne plate-forme marine. Le département peut ainsi être découpé sur le plan géologique en quatre gradins différenciés selon leur âge géologique. Bonneville-et-Saint-Avit-de-Fumadières est située dans le quatrième gradin à partir du nord-est, un plateau formé de dépôts siliceux-gréseux et de calcaires lacustres de l'ère tertiaire.
Les couches affleurantes sur le territoire communal sont constituées de formations superficielles du Quaternaire et de roches sédimentaires datant du Cénozoïque. La formation la plus ancienne, notée e6-7, se compose d'argiles à Palaeotherium, des argiles carbonatées silteuses versicolores à niveaux sableux (Bartonien supérieur à Priabonien inférieur continental). La formation la plus récente, notée CF, fait partie des formations superficielles de type colluvions indifférenciées sablo-argileuses et argilo-sableuses. Le descriptif de ces couches est détaillé dans  la feuille « no 805 - Sainte-Foy-la-Grande » de la carte géologique au 1/50 000 de la France métropolitaine, et sa notice associée.

Carte géologique de Bonneville-et-Saint-Avit-de-Fumadières.

#### Relief et paysages
Le département de la Dordogne se présente comme un vaste plateau incliné du nord-est (491 m, à la forêt de Vieillecour dans le Nontronnais, à Saint-Pierre-de-Frugie) au sud-ouest (2 m à Lamothe-Montravel). L'altitude du territoire communal varie quant à elle entre 18 m et 108 m,.
Dans le cadre de la Convention européenne du paysage entrée en vigueur en France le 1er juillet 2006, renforcée par la loi du 8 août 2016 pour la reconquête de la biodiversité, de la nature et des paysages, un atlas des paysages de la Dordogne a été élaboré sous maîtrise d’ouvrage de l’État et publié en octobre 2020. Les paysages du département s'organisent en huit unités paysagères et 14 sous-unités. La commune est dans le Bergeracois, une région naturelle présentant un relief contrasté, avec les deux grandes vallées de la Dordogne et du Dropt séparées par un plateau plus ou moins vallonné, dont la pente générale s’incline doucement d’est en ouest. Ce territoire offre des paysages ouverts qui tranchent avec les paysages périgourdins. Il est composé de vignes, vergers et cultures,.
La superficie cadastrale de la commune publiée par l'Insee, qui sert de référence dans toutes les statistiques, est de 7,04 km2,,. La superficie géographique, issue de la BD Topo, composante du Référentiel à grande échelle produit par l'IGN, est quant à elle de 7,06 km2.

### Hydrographie

#### Réseau hydrographique
La commune est située dans le bassin de la Dordogne au sein du Bassin Adour-Garonne. Elle est drainée par la Lidoire, l'Estrop et par un petit cours d'eau, qui constituent un réseau hydrographique de 7,5 km de longueur totale,.
La Lidoire, d'une longueur totale de 49,46 km, prend sa source dans la commune de Bosset et se jette en rive droite de la Dordogne en limite de Castillon-la-Bataille et Lamothe-Montravel, face à Mouliets-et-Villemartin,. Elle marque la limite communale au nord sur plus de trois kilomètres, face à Montpeyroux.
L'Estrop, d'une longueur totale de 17,8 km, prend sa source dans la commune de Port-Sainte-Foy-et-Ponchapt et se jette  en rive droite de la Dordogne en limite de Saint-Antoine-de-Breuilh et de Saint-Seurin-de-Prats, face à Pessac-sur-Dordogne,. Il borde la commune au sud-est sur  plus de 800 mètres face à Vélines.

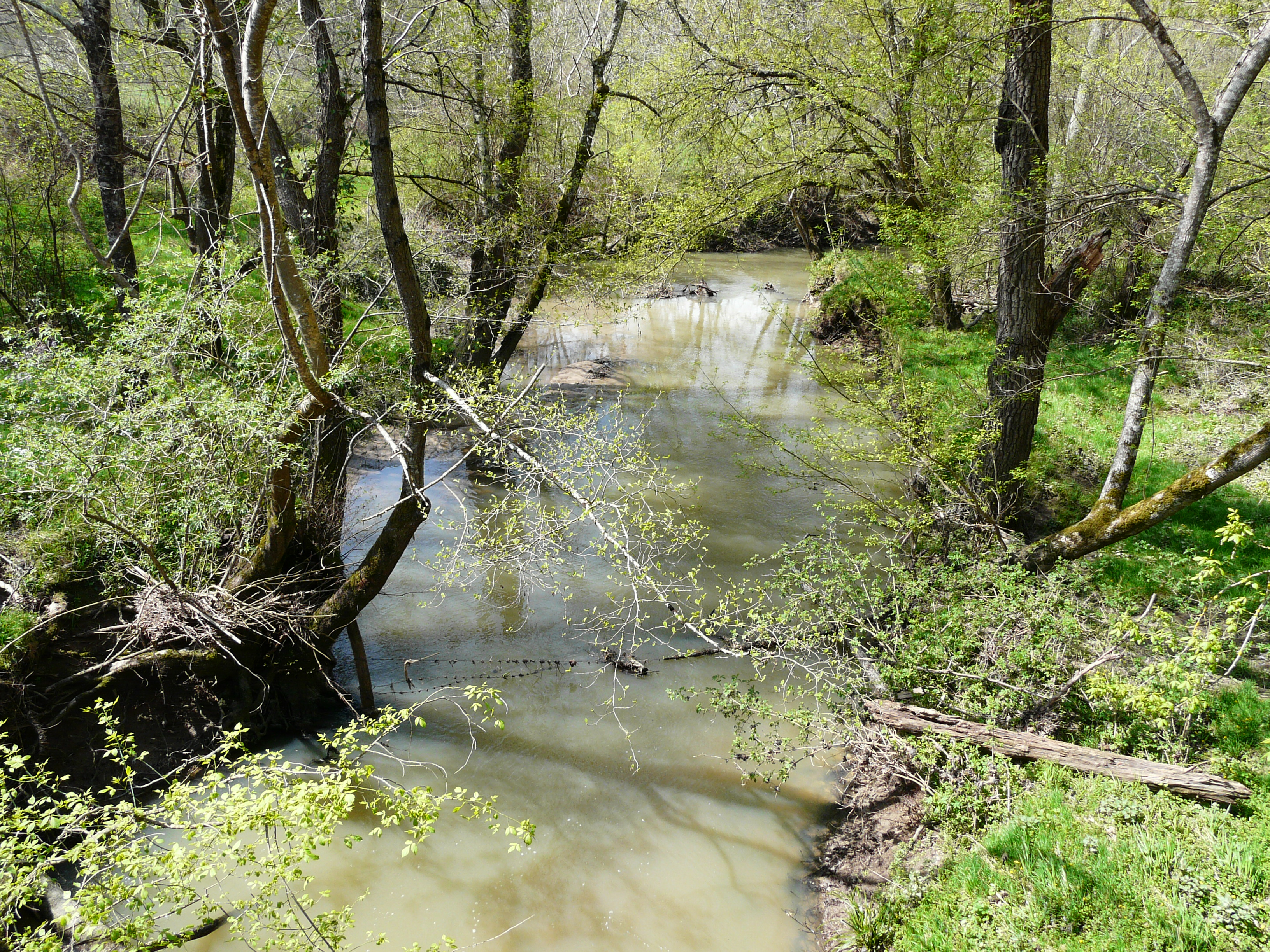
La Lidoire en limites de Bonneville-et-Saint-Avit-de-Fumadières et Montpeyroux.
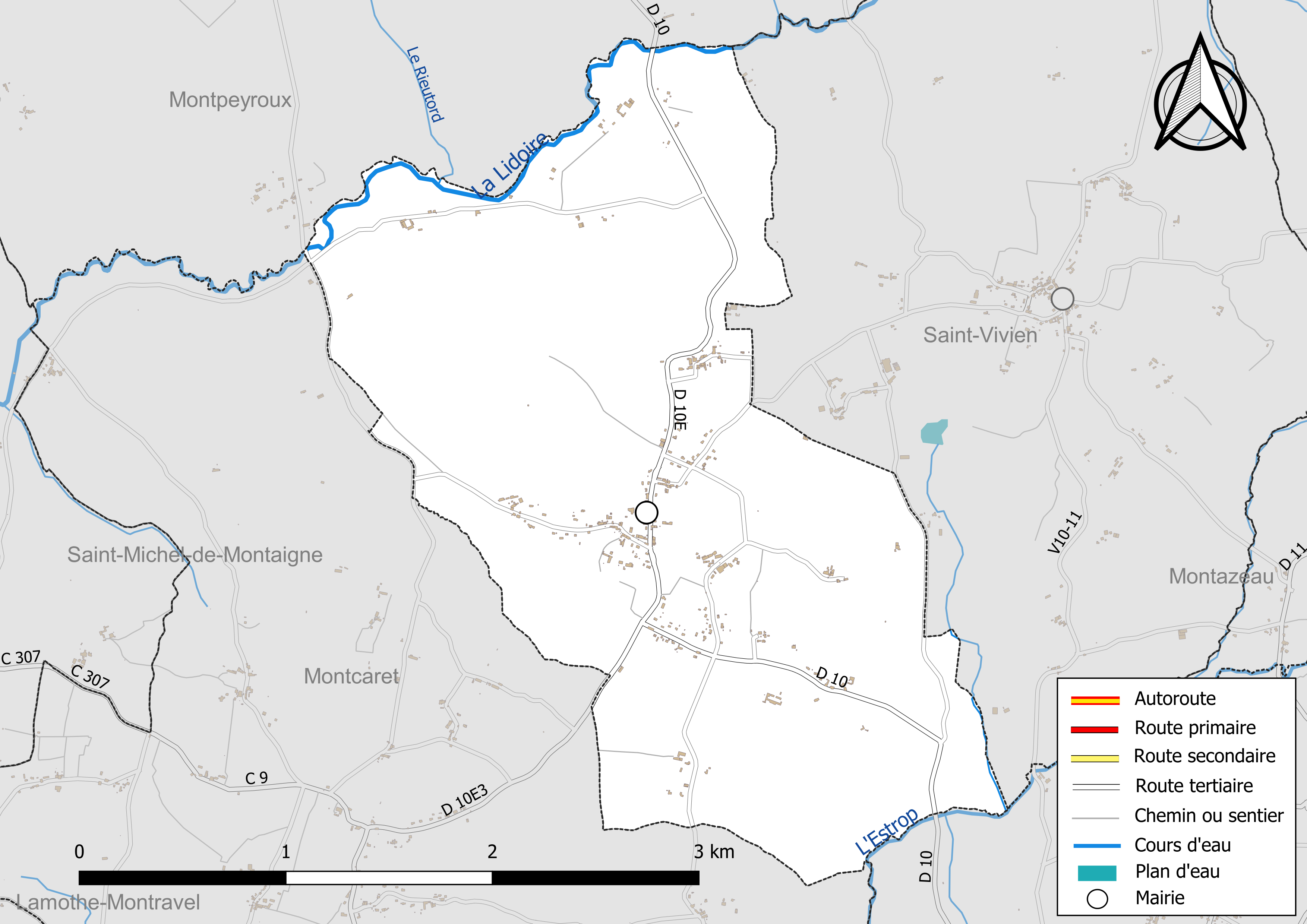
Réseaux hydrographique et routier de Bonneville-et-Saint-Avit-de-Fumadières.

#### Gestion et qualité des eaux
Le territoire communal est couvert par le schéma d'aménagement et de gestion des eaux (SAGE) « Dordogne Atlantique ». Ce document de planification, dont le territoire correspond au sous‐bassin le plus aval du bassin versant de la Dordogne (aval de la confluence Dordogne - Vézère)., d'une superficie de 2 700 km2 est en cours d'élaboration. La structure porteuse de l'élaboration et de la mise en œuvre est l'établissement public territorial de bassin de la Dordogne (EPIDOR). Il définit sur son territoire les objectifs généraux d’utilisation, de mise en valeur et de protection quantitative et qualitative des ressources en eau superficielle et souterraine, en respect des objectifs de qualité définis dans le troisième SDAGE  du Bassin Adour-Garonne qui couvre la période 2022-2027, approuvé le 10 mars 2022.
La qualité des eaux de baignade et des cours d’eau peut être consultée sur un site dédié géré par les agences de l’eau et l’Agence française pour la biodiversité.

### Climat
Pour des articles plus généraux, voir Climat de la Nouvelle-Aquitaine et Climat de la Dordogne.
Historiquement, la commune est exposée à un climat océanique aquitain.  
En 2020, Météo-France publie une typologie des climats de la France métropolitaine dans laquelle la commune est exposée à un climat océanique et est dans la région climatique  Aquitaine, Gascogne, caractérisée par une pluviométrie abondante au printemps, modérée en automne, un faible ensoleillement au printemps, un été chaud (19,5 °C), des vents faibles, des brouillards fréquents en automne et en hiver et des orages fréquents en été (15 à 20 jours).
Pour la période 1971-2000, la température annuelle moyenne est de 12,5 °C, avec  une amplitude thermique annuelle de 14,9 °C. Le cumul annuel moyen de précipitations est de 848 mm, avec 12,3 jours de précipitations en janvier et 6,7 jours en juillet. Pour la période 1991-2020, la température moyenne annuelle observée sur la station météorologique la plus proche, située sur la commune de Port-Sainte-Foy-et-Ponchapt à 11 km à vol d'oiseau, est de 13,8 °C et le cumul annuel moyen de précipitations est de 809,4 mm,. Pour l'avenir, les paramètres climatiques de la commune estimés pour 2050 selon différents scénarios d’émission de gaz à effet de serre sont consultables sur un site dédié publié par Météo-France en novembre 2022.

## Urbanisme

### Typologie
Au 1er janvier 2024, Bonneville-et-Saint-Avit-de-Fumadières est catégorisée commune rurale à habitat dispersé, selon la nouvelle grille communale de densité à 7 niveaux définie par l'Insee en 2022.
Elle est située hors unité urbaine et hors attraction des villes,.

### Occupation des sols
L'occupation des sols de la commune, telle qu'elle ressort de la base de données européenne d’occupation biophysique des sols Corine Land Cover (CLC), est marquée par l'importance des territoires agricoles (71,6 % en 2018), en diminution par rapport à 1990 (77,1 %). La répartition détaillée en 2018 est la suivante : 
prairies (27,2 %), zones agricoles hétérogènes (22,6 %), forêts (21,9 %), cultures permanentes (21,8 %), zones urbanisées (6,4 %). L'évolution de l’occupation des sols de la commune et de ses infrastructures peut être observée sur les différentes représentations cartographiques du territoire : la carte de Cassini (XVIIIe siècle), la carte d'état-major (1820-1866) et les cartes ou photos aériennes de l'IGN pour la période actuelle (1950 à aujourd'hui).

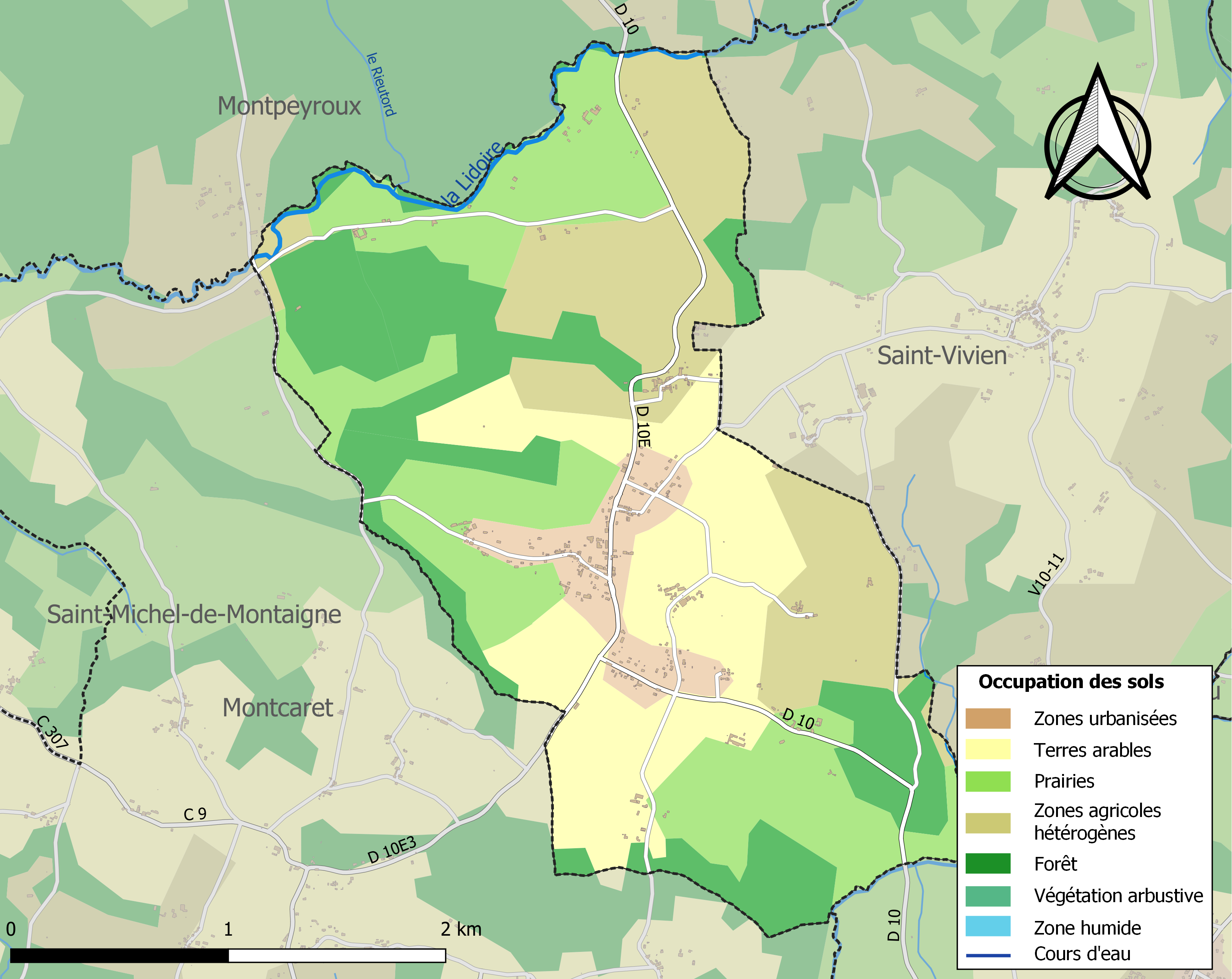
Carte des infrastructures et de l'occupation des sols de la commune en 2018 (CLC).

### Villages, hameaux et lieux-dits
Outre le bourg du Gaucher où se trouve la mairie, le territoire de Bonneville-et-Saint-Avit-de-Fumadières se compose d'autres villages ou hameaux, ainsi que de lieux-dits :
- Béranger
- le Blois
- Bonneville
- Bourrichou
- Calendreaud
- Chai Neuf
- Colins
- Grosse Forge
- la Jarthe
- la Loubière
- le Mayne
- le Melon
- Métairie Basse
- le Pajot
- le Petit Calendreaud
- le Pont de Palot
- Saint-Avit
- le Terrier
- le Valladoux.

### Prévention des risques
Le territoire de la commune de Bonneville-et-Saint-Avit-de-Fumadières est vulnérable à différents aléas naturels : météorologiques (tempête, orage, neige, grand froid, canicule ou sécheresse), feux de forêts, mouvements de terrains et séisme (sismicité très faible). Un site publié par le BRGM permet d'évaluer simplement et rapidement les risques d'un bien localisé soit par son adresse soit par le numéro de sa parcelle.
Bonneville-et-Saint-Avit-de-Fumadières est exposée au risque de feu de forêt. L’arrêté préfectoral du 14 mars 2013 fixe les conditions de pratique des incinérations et de brûlage dans un objectif de réduire le risque de départs d’incendie. À ce titre, des périodes sont déterminées : interdiction totale du 15 février au 15 mai et du 15 juin au 15 octobre, utilisation réglementée du 16 mai au 14 juin et du 16 octobre au 14 février. En septembre 2020, un plan inter-départemental de protection des forêts contre les incendies (PidPFCI) a été adopté pour la période 2019-2029,.

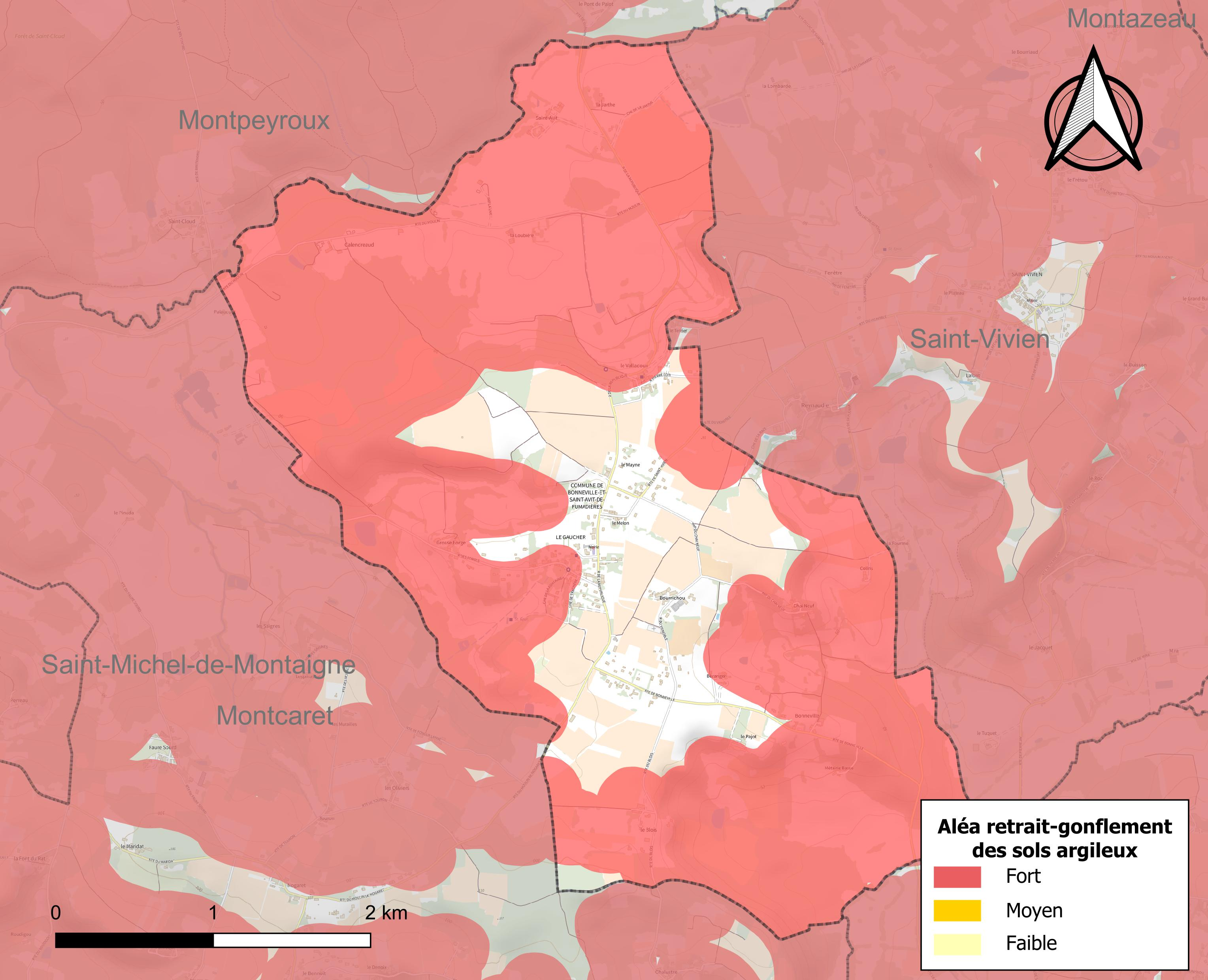
Carte des zones d'aléa retrait-gonflement des sols argileux de Bonneville-et-Saint-Avit-de-Fumadières.

Les mouvements de terrains susceptibles de se produire sur la commune sont des tassements différentiels. Le retrait-gonflement des sols argileux est susceptible d'engendrer des dommages importants aux bâtiments en cas d’alternance de périodes de sécheresse et de pluie. 77,4 % de la superficie communale est en aléa moyen ou fort (58,6 % au niveau départemental et 48,5 % au niveau national métropolitain). Depuis le 1er octobre 2020, en application de la loi ÉLAN, différentes contraintes s'imposent aux vendeurs, maîtres d'ouvrages ou constructeurs de biens situés dans une zone classée en aléa moyen ou fort,.
La commune a été reconnue en état de catastrophe naturelle au titre des dommages causés par les inondations et coulées de boue survenues en 1982, 1999 et 2005, par la sécheresse en 1989 et 2011 et par des mouvements de terrain en 1999.

## Toponymie
Bonneville vient du latin bonavilla[réf. nécessaire], qui signifie « le bon village ».
Saint-Avit fait référence à saint Avit, un officier de l’armée d’Alaric II, roi des Wisigoths, qui, fait prisonnier par Clovis, fut converti au christianisme par Clotilde, reine de France. Devenu ermite, il se retira dans la forêt, près de Lanquais, et y fonda un oratoire avant de mourir.
En occitan, la commune porte le nom de Bonavila e Sent Avit de Fumadièras.

## Histoire
Le nom actuel vient de la fusion en 1836 des communes de Bonneville et de Saint-Avit-de-Fumadières.

### Les Templiers et les Hospitaliers
Seuls vestiges d’un moulin bâti par les Templiers sur la Lidoire, il reste les arches en bel appareil.
L’église Saint-Jean-Baptiste-de-Bonneville est de fondation romane, elle appartint aux Hospitaliers de l'ordre de Saint-Jean de Jérusalem et relevait de la commanderie de Condat. Dévastée lors des guerres de Religion, elle a conservé ses murs des Xe et XIIe siècles et ses restaurations du XVe siècle.

## Politique et administration

### Rattachements administratifs et électoraux
Dès 1790, les communes de Saint-Avit-de-Fumadières et de Bonneville ont fait partie dès sa création du canton de Lamothe qui dépendait du district de Mussidan jusqu'en 1795, date de suppression des districts. Lorsque ce canton est supprimé par la loi du 8 pluviôse an IX  (28 janvier 1801) portant sur la « réduction du nombre de justices de paix », les communes sont rattachées au canton de Vélines dépendant de l'arrondissement de Bergerac,.
En 1836, les deux communes fusionnent sous le nom de Bonneville-et-Saint-Avit-de-Fumadières.
Dans le cadre de la réforme de 2014 définie par le décret du 21 février 2014, ce canton disparaît aux élections départementales de mars 2015. La commune est alors rattachée au canton du Pays de Montaigne et Gurson.

### Intercommunalité
Début 2006, Bonneville-et-Saint-Avit-de-Fumadières intègre dès sa création la communauté de communes de Montaigne en Montravel. Celle-ci est dissoute au 31 décembre 2013 et remplacée au 1er janvier 2014 par la communauté de communes de Montaigne Montravel et Gurson.

### Administration municipale
La population de la commune étant comprise entre 100 et 499 habitants au recensement de 2017, onze conseillers municipaux ont été élus en 2020,.

### Liste des maires
| Période                                  | Période                                   | Identité                   | Étiquette | Qualité                                                               |
| ---------------------------------------- | ----------------------------------------- | -------------------------- | --------- | --------------------------------------------------------------------- |
| Les données manquantes sont à compléter. |                                           |                            |           |                                                                       |
|                                          |                                           |                            |           |                                                                       |
| 8 mai 1904                               | 1911                                      | Jean « Adolphe » Veyssière |           |                                                                       |
| 1911                                     | 7 décembre 1919                           | Jean « Abel» Pasquet       |           |                                                                       |
| 7 décembre 1919                          | 13 juin 1925 (mort accidentelle du maire) | Pierre « Camille » Buisson |           | Courtier, cafetier et propriétaire exploitant                         |
| 13 juin 1925                             | 12 mai 1929                               | Jean « Abel » Pasquet      |           |                                                                       |
| 12 mai 1929                              | 1931                                      | Albert Arnaud              |           |                                                                       |
| 1931                                     |                                           | Robert Pasquet             |           |                                                                       |
|                                          |                                           |                            |           |                                                                       |
|                                          |                                           | André Jeantout             |           |                                                                       |
|                                          |                                           |                            |           |                                                                       |
| 1983                                     | 2001                                      | Max Loubery                |           |                                                                       |
| mars 2001 (réélu en mai 2020)            | En cours                                  | Serge Fourcaud             | PS        | Chef d'entreprise Conseiller général du canton de Vélines (2001-2015) |

## Équipements et services publics

### Justice
Dans le domaine judiciaire, Bonneville-et-Saint-Avit-de-Fumadières relève : 
- du tribunal judiciaire, du tribunal pour enfants, du conseil de prud'hommes et du tribunal de commerce de Bergerac ;
- du pôle Nationalité du tribunal judiciaire de Périgueux (compétent uniquement dans le domaine de la nationalité) ;
- de la cour d'appel, du tribunal administratif et de la  cour administrative d'appel de Bordeaux.

## Population et société

### Démographie
Les habitants de Bonneville-et-Saint-Avit-de-Fumadières se nomment les Bonnevillois.
Jusqu'en 1836, les communes de Bonneville et de Saint-Avit-de-Fumadières étaient indépendantes.

#### Démographie de Saint-Avit-de-Fumadières
| 1793 | 1800 | 1806 | 1821 | 1831 | 1836 |
| ---- | ---- | ---- | ---- | ---- | ---- |
| 25   | 48   | 57   | 58   | 60   | 58   |

#### Démographie de Bonneville, puis de Bonneville-et-Saint-Avit-de-Fumadières
L'évolution du nombre d'habitants est connue à travers les recensements de la population effectués dans la commune depuis 1793. Pour les communes de moins de 10 000 habitants, une enquête de recensement portant sur toute la population est réalisée tous les cinq ans, les populations de référence des années intermédiaires étant quant à elles estimées par interpolation ou extrapolation. Pour la commune, le premier recensement exhaustif entrant dans le cadre du nouveau dispositif a été réalisé en 2006.

En 2022, la commune comptait 302 habitants, en évolution de −5,62 % par rapport à 2016 (Dordogne : +0,37 %, France hors Mayotte : +2,11 %).
| 1793 | 1800 | 1806 | 1821 | 1831 | 1836 | 1841 | 1846 | 1851 |
| ---- | ---- | ---- | ---- | ---- | ---- | ---- | ---- | ---- |
| 375  | 308  | 283  | 303  | 334  | 318  | 336  | 321  | 331  |

| 1856 | 1861 | 1866 | 1872 | 1876 | 1881 | 1886 | 1891 | 1896 |
| ---- | ---- | ---- | ---- | ---- | ---- | ---- | ---- | ---- |
| 316  | 318  | 323  | 202  | 293  | 279  | 253  | 233  | 258  |

| 1901 | 1906 | 1911 | 1921 | 1926 | 1931 | 1936 | 1946 | 1954 |
| ---- | ---- | ---- | ---- | ---- | ---- | ---- | ---- | ---- |
| 269  | 283  | 285  | 264  | 250  | 260  | 268  | 279  | 302  |

| 1962 | 1968 | 1975 | 1982 | 1990 | 1999 | 2006 | 2011 | 2016 |
| ---- | ---- | ---- | ---- | ---- | ---- | ---- | ---- | ---- |
| 247  | 220  | 195  | 214  | 216  | 214  | 292  | 302  | 320  |

| 2021 | 2022 | - | - | - | - | - | - | - |
| ---- | ---- | - | - | - | - | - | - | - |
| 309  | 302  | - | - | - | - | - | - | - |

### Manifestations culturelles et festivités
- En juin, le festival Côté Jardin propose des contes, des expositions, de la musique et du théâtre (16e édition en 2023)[55].
- Festival de la Bonne Ville du blues au mois d'août (13e édition en 2023)[56].

## Économie

### Emploi
En 2015, parmi la population communale comprise entre 15 et 64 ans, les actifs représentent 133 personnes, soit 42,8 % de la population municipale. Le nombre de chômeurs (dix-sept) a plus que triplé par rapport à 2010 (cinq) et le taux de chômage de cette population active s'établit à 13,1 %.

### Établissements
Au 31 décembre 2015, la commune compte vingt-deux établissements, dont six au niveau des commerces, transports ou services, cinq dans l'agriculture, la sylviculture ou la pêche, quatre relatifs au secteur administratif, à l'enseignement, à la santé ou à l'action sociale, quatre dans l'industrie, et trois dans la construction.

## Culture locale et patrimoine

### Lieux et monuments
- Château du Valadou, XVIIe siècle, où séjourna l'écrivain Pierre Loti[60].
- Le vieux lavoir avec une fontaine remarquable
- Le four du XIe siècle
- Les arches en bel appareil. Seuls vestiges d’un moulin bâti par les Templiers sur la Lidoire
- L’église Saint-Jean-Baptiste-de-Bonneville. La façade s’orne d’un portail Renaissance. La cloche est datée de 1699.
- Cinq lavoirs de l'époque moderne.

### Personnalités liées à la commune
- L'écrivain Pierre Loti (1850-1923) séjournait au château du Valadou, lorsqu'il rendait visite à la famille de son épouse, Blanche de Ferrières[60].

## Pour approfondir